# Alexis Bidal d'Asfeld
Alexis Bidal d'Asfeld (1654 – Aquisgrana, ottobre 1689) era un ufficiale dei dragoni che si distinse nella Guerra d'Olanda, nella Guerra delle riunioni e nella Guerra della Grande Alleanza, nella quale fu ucciso. Il titolo di barone di Asfeld passò ai suoi due fratelli.

## Biografia
Era figlio di Pierre Bidal (1612-16 luglio 1682), commerciante di stoffe e seta a Parigi, borghese di Parigi, banchiere della regina di Svezia, residente in Francia per Luigi XIV ad Amburgo, signore di Wildenburg (Willembruck in Pomerania) e Harsefeld (Ducato di Brema), e di Catherine Bastonneau (1620-21 gennaio 1690). Alexis Bidal aveva cinque fratelli:
- André Bidal d'Asfeld (1655-1673)
- Étienne Bidal d'Asfeld (?-1722) abate di Escaladieu
- Benoît Bidal d'Asfeld (1658-1715)
- Jacques-Vincent Bidal d'Asfeld (1664-1745), noto come "abate delle piastrelle", era un teologo giansenista.
- Claude François Bidal d'Asfeld (1665-1743), maresciallo di Francia

Alexis Bidal prestò servizio come capitano di dragoni nel reggimento della Lorena durante la campagna del 1672 e all'assedio di Maëstricht nel 1673. Avendo ottenuto, il 14 settembre 1673, l'autorizzazione a costituire una compagnia di dragoni per il reggimento della Regina, la comandò nelle battaglie di Sinsheim, Entzheim e Mulhouse nel 1674; a Turckheim, Altenheim e ai soccorsi di Haguenau e Saverne nel 1675. Maggiore del Régiment Royal dragons con decreto del 22 gennaio 1676, si dimise dalla sua compagnia e servì con il Royal Regiment nella battaglia di Kokesberg sotto il comando del Maresciallo di Lussemburgo. Nel 1677 continuò a servire in Germania sotto il maresciallo de Créquy, partecipando alla vittoria di Kokersberg e alla presa di Friburgo. Fu nominato Maestro di campo di un reggimento di dragoni con il suo nome, con nomina del 26 aprile 1678. Fu creato ispettore dei dragoni nei dipartimenti della Lorena, del Barrois, del Vescovato e dell'Alsazia con commissione del 3 agosto 1681. Fu nominato brigadiere dei dragoni con brevetto del 14 ottobre successivo e prestò servizio all'assedio di Lussemburgo (1684), dove comandò tutti i dragoni.
Promosso al grado di maresciallo di campo con nomina del 24 agosto 1688 e inquadrato lo stesso giorno nell'esercito del marchese de Sourdis nell'elettorato di Colonia, fu nominato governatore militare di Bonn. Assediato in questo luogo all'inizio di giugno del 1689, rimosse tutte le bocche inutili; devastò con la sua guarnigione tutto il paese circostante; fece sortite quasi quotidiane, in particolare il 29 giugno dove mise in fuga 1500 cavalleggeri che erano venuti a piazzarsi sotto il castello di Siegberg. Infine, dopo quattro mesi di assedio, sostenne e respinse un assalto in cui uccise 2400 nemici e si arrese solo il 12 ottobre con gli onori. Il luogo era allora interamente rovinato e demolito dal fuoco dell'artiglieria e la guarnigione, completamente priva di vestiario, aveva sofferto la carestia. Il barone d'Asfeld, che era stato ferito nell'assalto a Bonn, lasciò il luogo il 15 ottobre, si recò ad Aquisgrana per i bagni termali e lì morì per le conseguenze delle ferite, nel corso dello stesso mese, all'età di 35 anni.